# کراسنی وستوک
کراسنی وستوک (به لاتین: Krasny Vostok) یک منطقهٔ مسکونی در روسیه است که در استان آمور واقع شده‌است.